# Bisaga
Bisage so platnene vreče, ki so jih nekoč uporabljale Šavrinke. Bile so jim v veliko pomoč, pri prenašanju kmečkih izdelkov v Trst, največkrat so to bila jajca. Bisaga je od vseh Šavrinkinih pomočnikov premogla največjo nosilnost jajc, vanjo so lahko naložile do 1500 jajc, zato je niso nosile na glavi, ampak so jih obesile na osle. V bisagah so bila jajca zložena, tako da se niso premikala. Najprej so dale trdno podlago nato pa so zlagale, najprej eno vrsto slame, potem eno vrsto jajc, pa spet eno slame in eno jajc, dokler ni bila bisaga polna. Okrog jajc pa so trdno potisnile slamo, da se jajca nebi premikala. Narejena je bila iz lesenega sedla, ob straneh pa so bila dva večja platnena žepa. Na osle so jo privezale z velikim pasom okoli trebuha, pod vratom in čez glavo.

## Bisage danes
Danes uporabljamo bisage kot popotne torbe. Narejene so predvsem iz usnja in umetnih materialov. Največ pa jih uporabljajo motoristi in kolesarji.